# Ea Sar
Ea Sar là một xã thuộc huyện Ea Kar, tỉnh Đắk Lắk, Việt Nam.

## Địa lý
Xa Ea có vị trí địa lý: 
- Phía đông giáp các xã Ea Sô, Ea Tih và thị trấn Ea Knốp
- Phía tây giáp xã Xuân Phú, xã Ea Đar, thị trấn Ea Kar và huyện Krông Năng
- Phía nam giáp xã Ea Đar, thị trấn Ea Knốp
- Phía bắc giáp xã Ea Sô và huyện Krông Năng.

Xã Ea Sar có diện tích là 56,39 km² diện tích, dân số năm 2007 là 6.511 người, mật độ dân số đạt 116 người/km².

## Lịch sử
Xã Ea Sar được thành lập vào 27 tháng 8 năm 2007 trên cơ sở điều chỉnh 3.677 ha diện tích tự nhiên và 4.739 người của xã Ea Sô; 1.962 ha diện tích tự nhiên và 1.772 người của xã Xuân Phú. Lưu trữ ngày 4 tháng 3 năm 2016 tại Wayback Machine
Xã Ea Sar có 5.639 ha diện tích tự nhiên và 6.511 người.